# 728
728 (DCCXXVIII) var ett skottår som började en torsdag i den julianska kalendern.

## Händelser

### Okänt datum
- Liutprand, kung av lombarderna övertar alla exarker.

## Födda
- Pei Yanling, kinesisk ekonom.

## Avlidna
- Ine av Wessex
- Jarir ibn 'Atiyah al-Khatfi, arabisk poet och satiriker